# Лісні Сіяли
Лісні Сія́ли (рос. Лесные Сиялы, ерз. Сеяль) — присілок у складі Темниковського району Мордовії, Росія. Входить до складу Бабеєвського сільського поселення.
Населення — 57 осіб (2010; 113 у 2002).
Національний склад (станом на 2002 рік):
- мордва — 96 %